# مباركة (مشيز بردسير)
مبارکة (بالفارسية: مبارکه) هي قرية تقع في إيران في البلدة المركزية. يقدر عدد سكانها بـ 173 نسمة .